# Stångskär (öst Vårdö, Åland)
Stångskär är en ö i Åland (Finland). Den ligger i Skärgårdshavet och i kommunen Vårdö i landskapet Åland, i den sydvästra delen av landet. Ön ligger omkring 37 kilometer nordöst om Mariehamn och omkring 250 kilometer väster om Helsingfors.
Öns area är 33,3 hektar och dess största längd är 1,1 kilometer i sydväst-nordöstlig riktning. Ön höjer sig omkring 15 meter över havsytan.